# Rachel Waterhouse
Dame Rachel Waterhouse, (nacida el 2 de enero de 1923) es una historiadora local de Birmingham, escritora y promotora de la ciencia y cultura. 
Ha sido presidenta de la Asociación de Consumidores y miembro del Consejo Nacional del Consumidor y de la Comisión de Salud y Seguridad. Participó activamente en la resucitación de la Sociedad Lunar alrededor de 1990 y se convirtió en líder y presidenta de esta.
Se unió a la Sociedad Victoriana en 1958 y su participación fue fundamental en la creación de la Sucursal de Birmingham en 1967, convirtiéndose en su primer presidente entre 1967 y 1971.

## Obras
- Birmingham and Midland Institute, 1854-1954
- Children in hospital : a hundred years of child care in Birmingham
- A hundred years of engineering craftsmanship, a short history tracing the adventurous development of Tangye's Limited, Smethwick, 1857-1957
- King Edward VI High School for Girls, 1883-1983
- Six King Edward schools, 1883-1983